# Lynchia dioxyrhina
Lynchia dioxyrhina är en tvåvingeart som först beskrevs av Speiser 1904.  Lynchia dioxyrhina ingår i släktet Lynchia och familjen lusflugor. Inga underarter finns listade i Catalogue of Life.